# Stanley Most
Stanley Most (født Nicklas Stanley Most Hoffgaard; 7. februar 1991) er en dansk rapper, sanger og tidligere soldat.
Stanley Most fik sit gennembrud via YouTube, i samme periode hvor navne som Skør Mand (senere Ukendt Kunstner), Kidd og Kesi opstod. Han lavede primært musik i genren grime, og det var for alvor ep'en "Det det næste", som han udgav med Rune RK, der gav ham et gennembrud.[kilde mangler]
Det var først sangen "Tivoli" der blev spillet ofte på P1 og nåede iTunes-toplisterne, men senere "Kom kom", som blev et hit i 2011.
Stanley Most meldte i 2018, at han stoppede som rapper for i stedet at lave noget andet.
I 2023 flyttede han til Rusland, hvor han efterfølgende meldte sig til militærtjeneste i den russiske hær i håb om at få forlænget sin opholdstilladelse. Han blev sendt til fronten i Ukraine, hvor han var en del af en droneenhed. Efter at være blevet mobbet af sine medsoldater ønskede han sin kontrakt med den russiske hær ophævet med den begrundelse, at han ikke forstod hvad der stod i kontrakten. Den 22. august 2024 blev kontrakten annulleret af retten.

## Diskografi

### Album
- 100% (2013)
- Monster I Byen (2014)

### Singler
| År   | Titel                   | Højeste placering | Certificering           |
| År   | Titel                   | DAN               | Certificering           |
| ---- | ----------------------- | ----------------- | ----------------------- |
| 2011 | "Tivoli" (med Rune2 RK) | 38                |                         |
| 2011 | "Kom kom" (med Rune RK) | 23                | - 2× Platin (streaming) |
| 2013 | "SOS"                   | —                 |                         |
| 2013 | 2015                    | "TESLA"           | —                       |

### EP'er
- Det det næste (med Rune RK) (2011)
- 2 Slaskere (2012)
- Sabotør (2014)

### Mixtape
- Sæt Dig Ned! (2011)